# Kerkhof van Proven
Het Kerkhof van Proven is een gemeentelijke begraafplaats in het Belgische dorp Proven, een deelgemeente van  Poperinge. Het kerkhof ligt in het dorpscentrum rond de Sint-Victorkerk.
Op het kerkhof staat een gedenkteken voor de gesneuvelde soldaten uit de beide wereldoorlogen die woonachtig waren in het dorp. 
- Hier ligt ook het graf van de Belgische soldaat Jeroom De Caestecker, gesneuveld op 11 september 1917 in de leeftijd van 20 jaar. Zijn grafsteen is van het type Heldenhuldezerk. Dit graf staat in de Inventaris van het Wereldoorlogerfgoed.[1]

## Britse oorlogsgraven
Op de begraafplaats liggen de graven van 5 Britse gesneuvelden uit de Tweede Wereldoorlog. Zij sneuvelden eind mei 1940 tijdens de terugtrekking van het British Expeditionary Force naar Duinkerke.
De graven worden onderhouden door de Commonwealth War Graves Commission en zijn daar geregistreerd als Proven Churchyard.